# قلعه مغویه
قلعه مغویه یا قلعه شیخ سلطان مربوط به دوره قاجار است و در شهرستان بندر لنگه، بندرمغویه واقع شده و این اثر در تاریخ ۳ اسفند ۱۳۷۷ با شمارهٔ ثبت ۲۲۳۰ به‌عنوان یکی از آثار ملی ایران به ثبت رسیده است.
یا بوسنی
این بنای تاریخی در بندر مغویه واقع شده‌است، و متعلق به شیخ سلطان المرزوقی یکی از حکمرانان منطقه و رئیس «قبیله المرازیق» و حاکم مغویه می‌باشد و به «حصن شیخ سلطان المرزوقی» مشهور است. ساختمان قلعه دارای دو حیاط اندرونی و بیرونی بوده که قدمت حیاط اندرونی از بیرونی بیشتر است. این بنا در دو طبقه و در قسمت‌هایی نیز در سه طبقه ساخته شده و دارای تعداد زیادی اتاق به همراه حمام سنتی، یک برج نگهبانی و دو بادگیر می‌باشد. ساخت این بنا در سال ۱۳۲۱ هجری قمری پایان یافته‌است.
این کاخ زیبا از یادگار حکمرانان (مرزوقی) از قبیله العجمان که در منطقه مغویه و بندر لنگه از توابع استان هرمزگان حاکم بودند باقی مانده‌است.